# Chatte (Isère)
Chatte é uma comuna francesa na região administrativa de Auvérnia-Ródano-Alpes, no departamento de Isère. Estende-se por uma área de 22,81 km². Em 2010 a comuna tinha 2 675 habitantes (densidade: 117,3 hab./km²).